# Quinquatrus
Die Quinquatrus, später auch Quinquatria, waren zwei Feste der antiken römischen Religion.
Die eigentlichen Quinquatrus (zur Unterscheidung auch Quinquatrus maiores genannt) fanden am fünften Tag (daher wohl auch der Name) nach den Iden des März statt, was dem 19. März entspricht. Das Fest wurde später, unter anderem zur Abhaltung von Gladiatorenkämpfen, auf fünf Tage bis zum 23. März ausgedehnt. Ursprünglich war es wohl ein Fest zu Ehren des Kriegsgottes Mars, da neben den Salii, den Priestern des Mars, auch Tribune der römischen Armee teilnahmen sowie die arma ancilia symbolisch zur Vorbereitung zukünftiger Militäraktionen gereinigt wurden. In späterer Zeit waren die Quinquatrus aber vor allem ein Fest für die Göttin Minerva zur Feier ihres Geburtstages und der Stiftung ihres Tempels auf dem Aventin.
Die „kleineren Quinquatrus“ (Quinquatrus minusculae) fanden am 13. bis 15. Juni statt. An ihnen zogen Flötenspieler (tibicines) durch die Stadt zum Tempel der Minerva. Außerdem wurden sie im Jupitertempel auf dem Kapitol bewirtet. In der Kaiserzeit begingen vor allem die ebenfalls unter dem Schutz der Minerva stehenden Lehrer das Fest. Welcher Zusammenhang mit den Quinquatrus im März bestand, ist nicht eindeutig geklärt.